# Phytocoris breviatus
Phytocoris breviatus är en insektsart som beskrevs av Knight 1968. Phytocoris breviatus ingår i släktet Phytocoris och familjen ängsskinnbaggar. Inga underarter finns listade i Catalogue of Life.